# Đảo Belkovsky
Đảo Belkovsky (tiếng Nga: Бельковский остров) là đảo cực tây trong cụm đảo Anzhu của quần đảo Tân Siberi trong biển Laptev.

## Vị trí
Eo biển giữa đảo Belkovsky và đảo Kotelny lân cận mang tên eo biển Zarya, theo tên chiếc tàu Zarya của Eduard Toll. Ngay phía nam Belkovsky là đảo con Ostrov Strizhëva.
Đảo Belkovsky có diện tích chừng 500 km². Điểm cao nhất đảo đạt 120 m.
Về mặt hành chính, đảo Belkovsky là một phần của Cộng hòa Sakha thuộc Liên bang Nga.

## Địa chất
Đảo Belkovsky có một lớp địa tầng Thượng Devon và Hạ Cacbon. Đá Thượng Devon là đá cacbonat dạng sét hải dương xen với đá vôi, sa thạch và cuội kết. Còn đá Hạ Cacbon là bột kết, sét kết, sét kết xen với dăm kết, đá vôi, và có khi cả dung nham rhyolit.

## Hệ động-thực vật
Trên đảo có những đàn lớn chim biển cùng một bầy moóc.
Hệ thực vật chủ yếu gồm cỏ và cây không hoa, mọc thành lãnh nguyên. Lãnh nguyên ở đây toàn cây mọc sát đất, rêu và địa y. Chúng phủ kín cả mặt đất. Đất đai thường ẩm, bở và nhiều gò ụ.

## Lịch sử
Hòn đảo được một thương gia người Nga tên Belkov phát hiện năm 1808.